# MYL4
MYL4 (англ. Myosin light chain 4) – білок, який кодується однойменним геном, розташованим у людей на короткому плечі 17-ї хромосоми. Довжина поліпептидного ланцюга білка становить 197 амінокислот, а молекулярна маса — 21 565.
| 10         |  | 20         |  | 30         |  | 40         |  | 50         |
| ---------- |  | ---------- |  | ---------- |  | ---------- |  | ---------- |
| MAPKKPEPKK |  | EAAKPAPAPA |  | PAPAPAPAPA |  | PEAPKEPAFD |  | PKSVKIDFTA |
| DQIEEFKEAF |  | SLFDRTPTGE |  | MKITYGQCGD |  | VLRALGQNPT |  | NAEVLRVLGK |
| PKPEEMNVKM |  | LDFETFLPIL |  | QHISRNKEQG |  | TYEDFVEGLR |  | VFDKESNGTV |
| MGAELRHVLA |  | TLGEKMTEAE |  | VEQLLAGQED |  | ANGCINYEAF |  | VKHIMSG    |

A: Аланін

C: Цистеїн

D: Аспарагінова кислота

E: Глутамінова кислота

F: Фенілаланін

G: Гліцин

H: Гістидин

I: Ізолейцин

K: Лізин

L: Лейцин

M: Метіонін

N: Аспарагін

P: Пролін

Q: Глутамін

R: Аргінін

S: Серин

T: Треонін

V: Валін

Кодований геном білок за функціями належить до білкових моторів, міозинів, м'язових білків.